# تيد تايلور
تيد تايلور (بالإنجليزية: Ted Taylor)‏ (7 مارس 1887 بليفربول في المملكة المتحدة - 5 يوليو 1956) هو لاعب كرة قدم بريطاني (وحمل سابقاً جنسية المملكة المتحدة لبريطانيا العظمى وأيرلندا) في مركز حراسة المرمى. شارك مع منتخب إنجلترا لكرة القدم. أما مع النوادي، فقد لعب مع أولدهام أثلتيك ونادي إيفرتون ونادي ريكسهام وهدرسفيلد تاون.

## وصلات خارجية
- تيد تايلور على موقع ناشيونال فوتبول تيمز (الإنجليزية)